# Polskie Wojskowe Warsztaty Radiowe
Polskie Wojskowe Warsztaty Radiowe (nazwa potoczna, właśc. Polskie Wojskowe Warsztaty Radiotechniczne) – polski ośrodek w Stanmore, zlokalizowany w barakach przy Gordon Avenue, po reorganizacji w 1943 w Wykeham House, produkujący radiosprzęt komunikacyjny do celów specjalnych, głównie radiostacje typu AP, tzw. „pipsztoki”, przez Brytyjczyków nazywane „polish spy radio” (polskie radio szpiegowskie), konstrukcji inż Tadeusza Heftmana, działający od 1940 przy Ośrodku Radio Sztabu Naczelnego Wodza w Londynie, po reorganizacji (w związku m.in. z likwidacją Ośrodka Radio) od lutego 1943 jako autonomiczna jednostka polsko - brytyjska od kwietnia 1943 zarządzana przez sześciu przedstawicieli polskiego Sztabu Naczelnego Wodza oraz po dwóch oficerów brytyjskich służb specjalnych: Secret Intelligence Service i Special Operations Executive.

## Geneza powstania
PWWR były kontynuacją po wybuchu II wojny św., w znacznie skromniejszym wymiarze, działalności przedwojennej Wytwórni Radiotechnicznej „AVA”, założonej przy wsparciu polskiego wywiadu, produkującej w Warszawie sprzęt specjalny (głównie radiołączności), w większości dla wojska, w tym sprzęt radiopodsłuchu dla Biura Szyfrów Oddziału II Sztabu Generalnego WP. Jak podkreślał ppłk dypl. inż. Tadeusz Lisicki - Wytwórnia radiotechniczna AVA prawie od czasu swego powstania była głównym dostawcą sprzętu radiowego i specjalnego dla Sztabu Głównego i odegrała znaczną rolę w rozwiązaniu „Enigmy”.
Zarówno w Wytwórni AVA jak i w Polskich Wojskowych Warsztatach Radiotechnicznych głównym inżynierem i konstruktorem był Tadeusz Heftman. Po wybuchu II wojny św. zabrał ze sobą swój prototyp konspiracyjnej radiostacji małej mocy, oznaczonej KP 10W, ewakuował się m.in. do Wielkiej Brytanii. Egzemplarz „pipsztoka” zabrał też z przejętej przez Niemców siedziby spółki AVA (Niemcy nazwali ją Brunnwerke) kpt. / mjr Konrad Bogacki.

## Organizacja
Od września 1940 PWPR funkcjonowały jako zaplecze techniczne Ośrodka Radio Sztabu Naczelnego Wodza w Stanmore pod Londynem, w barakach przy Gordon Avenue: Instead House oraz Herendile House. PWWR kierował Tadeusz Heftman, jego „prawą ręką” był radioamator krótkofalowiec sierż. Stefan Włodarczyk, w ośrodku pracował m.in. Ludomir Danilewicz. PWWR zatrudniały 7 inżynierów, 5 techników oraz ok. 50 polskich żołnierzy. Ośrodek produkował radiostacje nadawczo-odbiorcze, oznaczone A (AP) i B (BP). Miały zwartą konstrukcję, niewielkie rozmiary (280 x 210 x 100 mm) i wagę (6 kg), były solidnie wykonane oraz trudne do wykrycia podczas pracy. Zyskały opinię najlepszych tego typu urządzeń do łączności specjalnej.
W połowie 1942 brytyjski rząd uznał ośrodek za placówkę wojskową, pod nazwą Polish Military Wireles Research Unit (w składzie Inter-Service Research Bureau), podporządkowano ją wspólnemu polsko – brytyjskiemu kierownictwu; łącznikiem z Brytyjczykami był J.A.D. Timms, który odpowiadał za kwestie bezpieczeństwa. Dzięki temu PWWR otrzymywały od Brytyjczyków przydziały niezbędnych podzespołów do produkcji.
Od lutego 1943 PWWR zostały zreorganizowane, działały jako autonomiczna jednostka powstała ze zlikwidowanego Ośrodka Radiowego Sztabu Naczelnego Wodza. Po zawarciu umowy z Brytyjczykami, PWPR znacznie rozbudowano, warsztaty zlokalizowano na powierzchni 10 000 stóp kwadratowych (929,03 m. kw.) na terenie Wykeham House przy Gordon Avenue w Stanmore. Budowa została częściowo sfinansowana przez SOE. PWWR po rozbudowie dysponowało własnym laboratorium, biurem, dwoma warsztatami: mechanicznym oraz elektrycznym, a także zapleczem inspekcyjnym. Warsztat mechaniczny wyposażony był w kilka obrabiarek; warsztat elektryczny dysponował wyposażeniem umożliwiającym montaż oraz sprawdzenie gotowych radiostacji. Dział kontroli używał do swych zadań precyzyjnych przyrządów. W dziale badawczym pracowali odpowiedni fachowcy, wszyscy z wyższym wykształceniem.
Kierował nimi dyrektor i 12 osobowa Rada Nadzorcza składająca się z sześciu przedstawicieli Sztabu NW, przedstawiciela brytyjskiego Instytutu Badań nad Telekomunikacją (Telecommunications Research Estabilishment) oraz po dwóch przedstawicieli SIS oraz Special Operations Executive (SOE). Szefem technicznym pozostał inż. Tadeusz Heftman, nadal wojskowym dowódcą był por. Józef Kruczek, jednak powołano naczelnego dyrektora – por./kpt. inż Antoniego Jakubielskiego oraz utworzono zarząd PWWR, któremu szefował płk. inż Witkowski.W PWWR pracowało wtedy 7 inżynierów, 5 techników i ok. 50 robotników. Wśród zatrudnionych było także kilku niepełnoletnich, z przedwojennych polskich szkół technicznych i muzycznych.

## Produkcja
Działalność PWWR miała charakter ściśle tajny. Niezwykle udaną konstrukcją była radiostacja AP, zwana „polish spy radio” (polskie radio szpiegowskie). W małej, aluminiowej skrzynce z odchylaną pokrywą, znajdowały się wszystkie podzespoły i akcesoria oraz instrukcja obsługi. Klucz telegraficzny montowano zwykle na płycie czołowej, jego naciśnięcie przerywało nasłuch, rozpoczynało nadawanie. Zamiast wskaźników wychyłowych były wskaźniki świetlne: żarówki i neonówki. Radiostacja była zasilana z sieci prądu zmiennego o napięciu 120/220V, z baterii akumulatorów i przetwornicy wibratorowej, z ręcznego generatora. W zasilaczu użyto lampy 5Z4. Radiostacje Heftmana stale doskonalono, za najlepszy uznaje się model AP-5 o maksymalnym zasięgu do 1,5 tys. km! W wersji dla Polaków radiostacja pracowała w zakresie 12-14 MHz, w wersji dla Brytyjczyków (mniejszy zasięg) wystarczał zakres do 8 MHz.
Radiostacje konstrukcji Tadeusza Heftmana (w większości wcześniejsze modele, typu AP-1) zapewniały łączność Armii Krajowej, w jej sieci działało 57 radiostacji o kryptonimie „Wanda” (oznaczonych numerem), w tym: 10 radiostacji Komendy Głównej AK i Komendy Obszaru Warszawa AK (Wanda 1, 2, 3, 4, 7, 9, 13, 62, 96), 25 radiostacji w Komendach Okręgów lub Inspektoratów AK, 10 radiostacji w sieci lotniczej (oznaczonych numerami 300 i nast.) oraz 5 radiostacji przy dużych oddziałach partyzanckich. Pracowało na nich 50 cichociemnych ze specjalnością w łączności. Podczas Powstania Warszawskiego (sierpień – październik 1944) funkcjonowały radiostacje AK o kryptonimach: Wanda 1, 2, 3, 4, 7, 9, 13, 23, 23A.
Odbiornik to superheterodyna na 3 lampach 6K8, 6SJ7, 6SC7, z częstotliwością pośrednią 1,5 MHz. Czułość na CW – 2-3 mikrovolty, szerokość pasma dla -6 dB wynosiła 2 kHz, transmisji słuchano na słuchawkach. Nadajnik wyposażono w jedną lampę 6L6 co dawało moc ok. 8-20 W. Jako antenę stosowano anteny typu long wire o długości 13 m z przeciwwagą oraz dipole o długości 2×5 m lub 2×7 m.

### 1940
Wyprodukowano 5 szt. „pipsztoków”, w 1941 – 50 szt. (lub 23) Problemem był brak niezbędnych części, które kupowano na „czarnym rynku” oraz sprowadzano pocztą z USA. Do końca 1942 wyprodukowano ok. 200 radiostacji, wg relacji Zbigniewa S. Siemaszko – 183 typu A-1 oraz A-2. Jeden z pierwszych egzemplarzy zabrał ze sobą gen. Władysław Anders w kwietniu 1942, w podróży z Londynu do Uzbekistanu. Posłużyła m.in. do łączności pomiędzy podlondyńskim Stanmore a Taszkientem.

### 1942
Od tego roku PWWR wyprodukowała 5 modeli radiostacji serii B (od 1943 oznaczane BP,ostatni model BP-5), umożliwiające łączność telegraficzną oraz telefoniczną. Egzemplarze radiostacji tej konstrukcji używane były przez brytyjskie służby specjalne w operacjach na Dalekim Wschodzie i w Europie, a także przez Amerykanów w operacjach na wyspach Pacyfiku. Radiostacja BP-5 pracowała emisjami CW oraz AM w zakresie od 2 do 8 MHz, miała moc użyteczną 50-70 W, przy pracy w modulacji AM – ok. 15 W. Konstrukcja umieszczona była w metalowej skrzynce o wymiarach 280 x 210 x 95 mm, ważyła 6 kg.
Nadajnik zbudowano z generatora kwarcowego pracującego w układzie siatka-katoda na lampie 6V6 oraz wzmacniacza mocy w układzie przeciwsobnym na podwójnej tetrodzie 829. Modulacja amplitudy stopnia końcowego odbywała się w siatce sterującej. Posiadał wbudowany lub zewnętrzny klucz włączony w obwód katody generatora kwarcowego.
Odbiornik to 4-lampowa superheterodyna o częstotliwości pośredniej 1,5 MHz. Układ składał się z mieszacza i heterodyny na lampie stalowej 6K8, wzmacniacza p.cz. na lampie stalowej 6SK7, detektora i wzmacniacza m.cz. na lampie stalowej 6SQ7 oraz stopnia końcowego m.cz. i generatora dudnieniowego na lampie stalowej 6SC7. Radiostacja zasilana była z sieci (zasilacz na lampie prostowniczej 5Z3), opcjonalnie mógł być zasilany z akumulatora 12 V/120 Ah oraz jednej lub dwóch przetwornic maszynowych.
Do łączności na fali przyziemnej używano niesymetrycznej anteny z promiennikiem długości 15 m oraz 14 m przeciwwagi. Radiostacja zapewniała niezawodną łączność na odległość 70 km dla telegrafii oraz 25 km na AM. Do łączności na falach odbitych, na odległość powyżej 70 km stosowano antenę dipolową długości 2 x 10 m, zasilaną linią symetryczną 5 m.

### 1943
Wyprodukowano 543 radiostacje (wg. relacji Zbigniewa S. Siemaszko – 538 radiostacji typu: A-1, A-2, A-3 oraz A-4); w 1944 aż 1000 radiostacji różnych typów. Co najmniej 600 przekazano brytyjskiemu wywiadowi wojskowemu MI6 oraz SOE, trafiły także do francuskiego Resistance oraz francuskich służb specjalnych DSR/SM. W imieniu SOE radiostacje odbierał brytyjski oficer łącznikowy MI6 Wilfred Dunderdale. Ok. 400 radiostacji zrzucono na potrzeby Armii Krajowej, dzięki współpracy Oddziału VI (Specjalnego) z SOE.

### 1944
W tym roku Polskie Wojskowe Warsztaty Radiowe rozpoczęły produkcję także małych odbiorników OP3 (początkowo oznaczonych 30/1), dla brytyjskich agentów SOE i polskich Cichociemnych. Pracowały one w zakresach 200 – 500 kHz, 2 – 5 MHz i 5 – 12 MHz, na baterii anodowej 60 V oraz żarzeniowej 1,4 V, były niezwykle małe (175 x 125 x 40 mm). Nadajnik zbudowano z generatora kwarcowego pracującego w układzie siatka-katoda na lampie 6V6 oraz wzmacniacza mocy w układzie przeciwsobnym na podwójnej tetrodzie 829. Modulacja amplitudy stopnia końcowego odbywała się w siatce sterującej. Posiadał wbudowany lub zewnętrzny klucz włączony w obwód katody generatora kwarcowego.
Odbiornik to 4-lampowa superheterodyna o częstotliwości pośredniej 1,5 MHz. Układ składał się z mieszacza i heterodyny na lampie stalowej 6K8, wzmacniacza p.cz. na lampie stalowej 6SK7, detektora i wzmacniacza m.cz. na lampie stalowej 6SQ7 oraz stopnia końcowego m.cz. i generatora dudnieniowego na lampie stalowej 6SC7. Radiostacja zasilana była z sieci (zasilacz na lampie prostowniczej 5Z3), opcjonalnie mógł być zasilany z akumulatora 12 V/120 Ah oraz jednej lub dwóch przetwornic maszynowych.

### Produkcja ogółem
Ogółem PWWR wyprodukowały co najmniej ok. 1 – 1,4 tys. radiostacji zwanych „pipsztokami”: AP-1, AP-2, AP-4, AP-5 oraz typu B1 (BP3). Większość z nich miała brytyjskie oznaczenia MR-2, MR-3 (brytyjskiej firmy Monitor Radio, Stechford, Birningham), była rozdzielana przez SOE. Pod koniec wojny inż Tadeusz Heftman skonstruował miniaturową radiostację AP-7 o wymiarach zaledwie 90 x 60 x 10 mm!. Składała się z odbiornika (3 lampowej superheterodyny) oraz nadajnika o mocy 3 W.
Według Zbigniewa S. Siemaszko, „pipsztoki” używane były m.in. podczas akcji dywersyjnych na tyłach sił japońskich na Bliskim Wschodzie, przez wojska amerykańskie podczas zdobywania wysp na Pacyfiku, a także w polskiej konspiracji we Francji.
W PWWR produkowano także anteny konspiracyjne, wytłumiające falę przyziemną, wg metody kompensacji zakłóceń, wynalezionej i opatentowanej przez Stefana Manczarskiego, które były praktycznie niemożliwe do zlokalizowania radionamiernikiem.

## Zakończenie działalności
Bezpośrednio po wojnie, w siedzibie PWWR Tadeusz Heftman wraz z brytyjskim oficerem bezpieczeństwa J. Timsem założył firmę British Communication Corporation Ltd. Później jej właścicielem był Daniel Prenn. Pracowało w niej wielu Polaków, w tym m.in. gen. Michał Karaszewicz – Tokarzewski oraz gen. Wacław Przeździecki. BCC produkowała głównie sprzęt radiowy przeznaczony dla wojska, w tym. m.in. uznaną radiostację czołgową WS C13. Znacznie później, została spółką zależną Racal Electronics PLC, następnie przeistoczyła się w Vodafone, obecnie brytyjskiego potentata telefonii komórkowej.